# Oost- en West-Souburg

Oost- en West-Souburg (Souburg-Est-et-Ouest) est une ancienne commune néerlandaise de la province de la Zélande.
La commune, située au nord-nord-est de Flessingue, a été créée le 1er janvier 1835, par la fusion des communes d'Oost-Souburg et West-Souburg. La raison de la fusion était la diminution du nombre d'habitants de la commune de West-Souburg.
En 1840, la commune comptait 145 maisons et 1 015 habitants, dont 469 à Oost-Souburg, 357 à West-Souburg et 189 à De Abeele.
Depuis 1872, la distinction oost (est) et west (ouest) indique la situation de part et d'autre du Canal de Walcheren. Avant la construction de ce canal, la frontière entre West-Souburg et Oost-Souburg était différente.
Le 1er juillet 1966, la commune d'Oost- en West-Souburg a été rattachée à celle de Flessingue.